# Никонов, Андрей Иванович
Андре́й Ива́нович Ни́конов (1 (13) сентября 1811, Санкт-Петербург (по др. св.: имение Барницы Псковской губернии) — 25 ноября (7 декабря) 1891, Санкт-Петербург) — российский военный моряк, адмирал Российского императорского флота; потомственный дворянин Петербургской губернии. Участник Кавказской войны, участник Крымской войны и Обороны Севастополя (1854—1855). Командир линейного корабля «Варна».
Командовал 45-м флотским экипажем Черноморского флота. Командир батареи № 5 «Никоновская». Временно и. д. начальника Бакинской морской станции (1860). Капитан Одесского карантинного порта (1859—1865). Командир Севастопольского порта (1865—1868). Председатель Николаевского военно-морского суда (1868—1876).
Градоначальник Севастополя, командир порта и комендант (1876—1882).
Председатель Главного военно-морского суда Российской империи (1891).

## Биография
Сведения о ранних годах А. И. Никонова противоречивы. В немногочисленных биографических справках указывается, что родился он в имении Барницы Псковской губернии в семье предводителя уездного дворянства и мирового судьи, принадлежавшего к боковой ветви древнего рода столбовых бояр Пущиных — Ивана Андреевича Никонова. На самом деле документально подтверждено, что его отца звали Иваном Михайловичем (ум. 1848). В чине титулярного советника на протяжении многих лет он служил в Адмиралтейств-коллегии (после реорганизации 1827 года Адмиралтейств-совете) экзекутором. Его супругой и матерью его детей была Мария Андреевна, рожденная Набатова (ум. 1880). В Петербурге, где в действительности родились их сыновья, Никоновы жили в собственном доме в 4-й Адмиралтейской части.
С 1823 года Андрей Никонов был отдан в гимназические классы при Морском кадетском корпусе и лишь в 1827 году в возрасте 15-ти лет по личному обращению, а также прошению отца на Высочайшее имя вместе с братом Петром был допущен к конкурсным экзаменам, по результатам которых вступил в службу кадетом Морского корпуса.
Андрей Никонов был выпущен в гардемарины в марте 1829 года с назначением на бриг «Парис». Здесь почти через два года, в первый день января 1831 года, вторым по списку он был произведён в мичманы с назначением в 20 флотский экипаж Балтийского флота. Вначале на «Парисе» А. И. Никонов плавал по Балтийскому морю. Лишь в 1831 году с отрядом капитана 2 ранга А. И. Селиванова перешёл из Кронштадта в Средиземное море и Архипелаг (Эгейское море) для усиления эскадры контр-адмирала П. И. Рикорда.
На острове Порос «Парис» участвовал в вооружённом конфликте между русской эскадрой и отрядом повстанцев адмирала А. Миаулиса. Это был завершающий этап Греческой войны за независимость. В ноябре 1831 года бриг был отправлен к западным берегам Греции для переговоров с жителями острова Марафониси, городов Армиро и Корони, а в марте следующего года принял участие в доставке из Нафплиона в Корфу тела убитого заговорщиками несколькими месяцами раньше президента Греции графа И. Каподистрии.
В конце 1832 — начале 1833 гг. «Парис» вошёл в отряд генерал-майора Н. Н. Муравьёва, который прибыл в Александрию для переговоров с наместником Египта Мегмет-Али-пашой с требованием остановить военные действия против Турции и помириться с султаном Махмудом II. В феврале 1833 года, когда Мегмет-Али-паша не выполнил своего обещания, «Парис» принял участие в десантной операции адмирала М. П. Лазарева в Босфорском проливе. За это предприятие А. И. Никонов был награждён турецкой медалью в память пребывания в Босфоре в 1833 году.
В 1835 году «Парис» перешёл из Архипелага в Севастополь и в дальнейшем находился в плаваниях по Чёрному морю. Вскоре бриг был включён в состав Черноморского флота, после чего А. И. Никонов простился со своим кораблём, на котором проплавал почти семь лет и убыл в Петербург в распоряжение своего флотского экипажа. За годы службы на бриге Андрей Иванович завоевал репутацию гуманного и справедливого офицера. Известен случай, когда без согласования со старшим начальником он перевёл заболевшего арестованного матроса из карцера в госпиталь, после чего был подвергнут суду чести, но оправдан. Считается, что во многом благодаря А. И. Никонову бриг «Парис» стал отличаться от других кораблей эскадры особым, человеческим отношением к нижним чинам, отчего исполнительность и дисциплина на корабле только улучшились.
6 апреля 1836 года А. И. Никонову присвоили звание лейтенанта. Незадолго до этого он был назначен на парусный линейный корабль «Полтава» адъютантом командира 1 бригады 3 флотской дивизии. В этой должности в плаваниях на «Полтаве» по Финскому заливу он провёл две кампании, пока в 1838 году не был переведён в Севастополь в 32-й флотский экипаж с назначением адъютантом начальника штаба Черноморского флота и портов контр-адмирала С. П. Хрущова. Плавал на пароходе «Северная звезда» и флагмане эскадры — линейном корабле «Силистрия».
В 1838—1839 гг. в ходе экспедиции против горцев в результате мощных десантных ударов были отбиты земли от устья реки Шапсухо до Суджукской бухты и возведены укрепления Черноморской береговой линии — Тенгинское, форт Лазарева, Новороссийское, Головинское.
Под командованием контр-адмирала С. П. Хрущова А. И. Никонов принял участие в двух таких операциях, возглавив штурмовые отряды при высадке десанта в устье рек Шапсухо (10.07.1838 г.) и Псезуапсе (07.07.1839 г.). В первой из них со своим отрядом Андрей Иванович занял вершину горы Мошан и обеспечил проход через перевал основных сил пехоты, за что был награждён орденом св. Анны 3-й степени с мечами и бантом.
В 1839 году на флагманском корабле «Силистрия», участвовал в крейсерских плаваниях по Чёрному морю с целью предотвращения контрабандного подвоза противнику оружия, пороха и продовольствия. В одной из ночных стычек А. И. Никонов получил тяжёлое ранение в живот, после чего 6 месяцев находился на лечении.
С 1841 по 1846 гг. в прежней должности А. И. Никонов крейсировал по Чёрному и Азовскому морям на фрегате «Флора», линейном корабле «Три Святителя», пароходах «Молодец» и «Инкерман». 1 января 1846 года Андрей Иванович был произведён в капитан-лейтенанты с последующим назначением старшим адъютантом дежурства штаба Черноморского флота и флаг-офицером при контр-адмирале С. П. Хрущове. В. 1846—1848 гг. на пароходах «Громоносец», «Северная Звезда» и фрегат «Кагул» ходил с эскадрою у восточного берега Чёрного моря.
В 1848 году А. И. Никонов был переведён в 44-й флотский экипаж командиром парохода-фрегата «Херсонес», а в марте 1851 года получил под своё командование вновь введённый в строй корвет «Ариадна» с одновременным переводом в 33-й флотский экипаж.

## Участие в обороне Севастополя

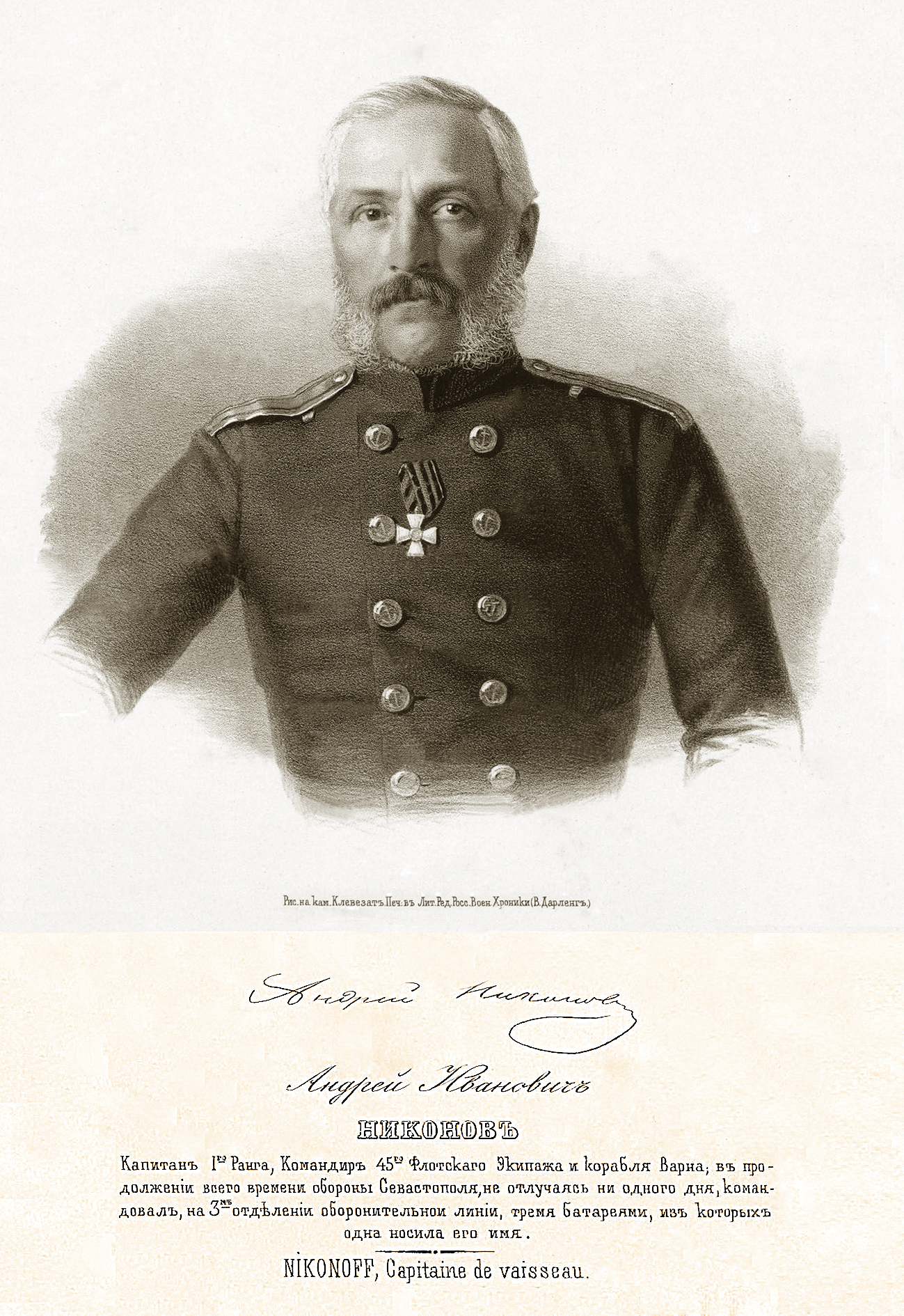
Капитан 1 ранга А. И. Никонов в альбоме «Портреты лиц, отличившихся заслугами и командовавших действующими частями в войне 1853—1856 годов»

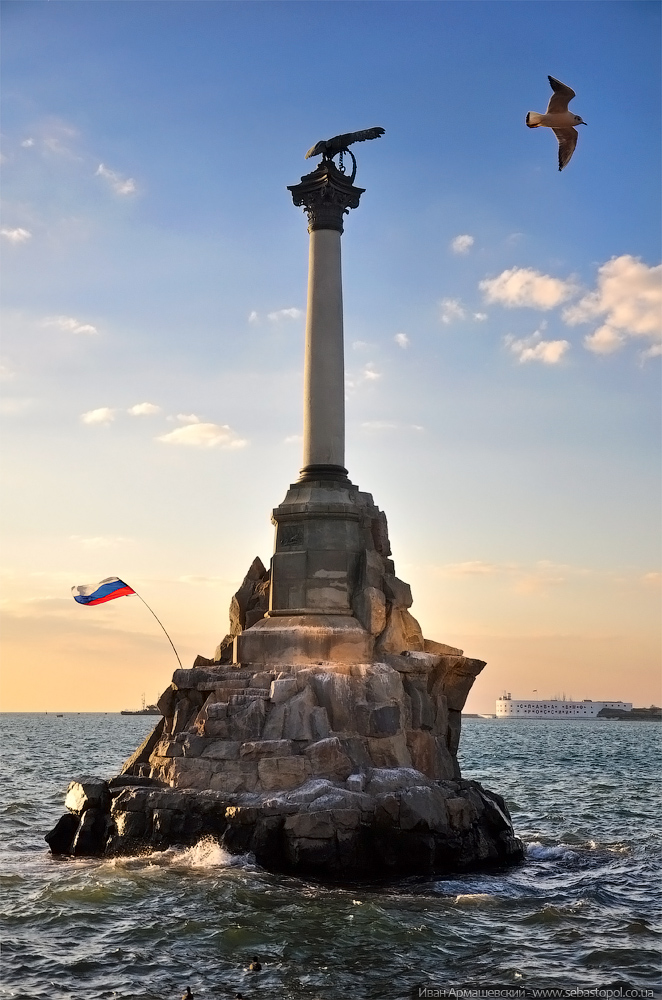
Памятник Затопленным кораблям в Севастополе

Известие о начале Крымской войны застало А. И. Никонова в Средиземном море. С 2 августа 1852 года, командуя парусным корветом «Ариадна», он находился в Греции в распоряжении Российского представительства и плавал между портами Пирей, Смирна, Неаполь, Тулон, Марсель, Триест. Когда Турция 4 октября 1853 года объявила войну России и закрыла проливы Босфор и Дарданеллы, русские суда, находившиеся в Средиземном море, потеряли возможность вернуться в Севастополь. Тем не менее, первые месяцы корабли Черноморского флота продолжали нести здесь службу в штатном режиме. В декабре 1853 года даже пришло известие о присвоении А. И. Никонову очередного звания капитана 2 ранга. Ситуация обострилась 15 марта следующего года, когда в войну на стороне Турции вступили Великобритания и Франция. Теперь выход для русских кораблей из Средиземного моря был закрыт и через Гибралтарский пролив.
Уже через две недели, 29 марта 1854 года по Высочайшему повелению «Ариадна» была продана греческому правительству. Передача корвета состоялась на следующий день в итальянском порту Триест, откуда экипаж, вместе с командами ещё двух проданных Греции бригов («Орфей» и «Персий») сухопутным путём, через Вену и Варшаву прибыл в Россию. Согласно донесению в полном составе, то есть без единого случая дезертирства, свою команду (92 человека) привёл только А. И. Никонов. Вслед за этим, отправив экипаж в Николаев, он вернулся в Севастополь, где 19 мая был назначен командиром линейного корабля «Варна» и 45-м флотским экипажем.
После недавнего ремонта, всё лето 1854 года «Варна» под командованием А. И. Никонова крейсерствовала на рейде Севастополя напротив Курийной балки. Так продолжалось до сентября 1854 года, когда к Севастополю подошёл англо-французский флот. Он был во много раз мощнее и технически совершеннее Черноморского флота, что не оставляло русской эскадре никаких шансов на победу в морском сражении. Чтобы сделать невозможным прорыв противника в город со стороны моря, на входе в Севастопольскую бухту между Александровской и Константиновской батареями по настоянию князя А. С. Меншикова были затоплены семь российских кораблей.
Среди линейных кораблей «Три Святителя», «Селафаил», «Уриил», «Силистрия», а также фрегатов «Сизополь» и «Флора» оказался и линейный корабль «Варна» А. И. Никонова. По приказу А. С. Меншикова все корабли были расстреляны из пушек ночью 11 сентября 1854 года, а их команды влились в число защитников города на бастионах и батареях.
45-й флотский экипаж А. И. Никонова, в состав которого входила и команда линейного корабля «Варна», занимал оборону в третьей дистанции которой командовал контр-адмирал А. И. Панфилов. Кроме того, на Корабельной стороне, на стыке второй и третьей дистанций, у Лабораторной балки уже к 14 сентября была возведена батарея № 5 на 10 (позже на 18) орудий. Примыкая к Южной бухте и находясь чуть правее третьего бастиона, она могла вести огонь на его подступах и по скатам Зелёной горы. По имени своего командира батарея получила название «Никоновская».

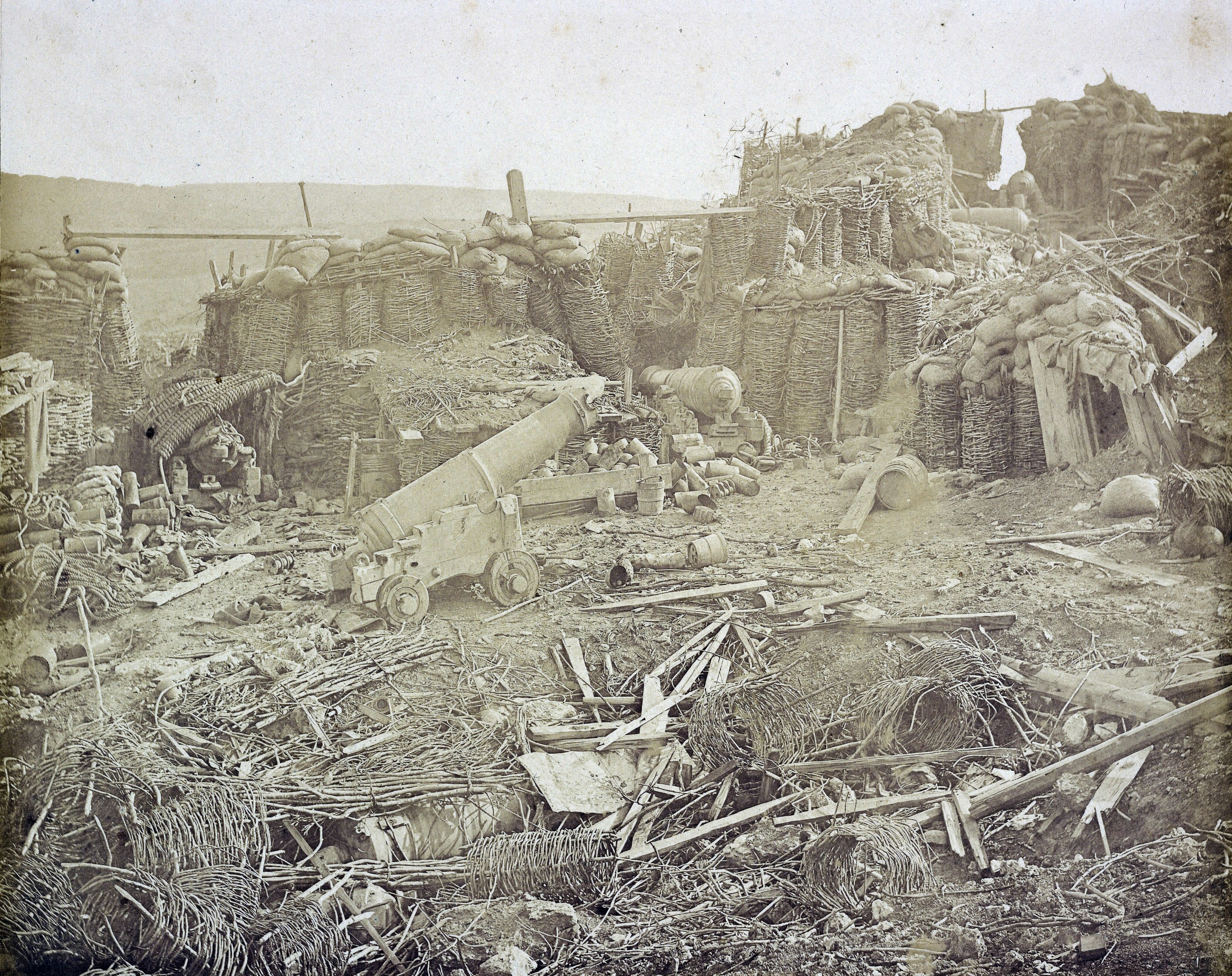
Третий бастион. «Севастополь в 1855—1856 г. 25 фотографических снимков с редкого фотографического альбома.» Изд. 1893 г.

5 октября 1854 года противник предпринял первое бомбометание. Это был тот самый бой, в котором погиб адмирал В. А. Корнилов. Особенно массированным вражеский огонь оказался в полосе третьего бастиона. Большая часть орудий бастиона, а вместе с ним и батареи Никонова были повреждены. Потери среди защитников были значительными. Получил шрапнельное ранение, но остался на батарее и сам А. И. Никонов.
Неприятель не воспользовался успехом и не предпринял штыковой атаки, а к утру наши батареи были восстановлены и стали сильнее, чем прежде.
В последующем А. И. Никонов участвовал в ежедневных боях, отбивая до четырёх атак противника в день. Батарея сражалась до последнего дня обороны Севастополя и организованно покинула свои позиции лишь после получения приказа о сдаче города. За все эти месяцы Андрей Иванович был неоднократно ранен (хотя и нетяжело). Однажды в течение дня он получил семь шрапнельных ранений, но отправился на перевязочный пункт только после окончания боя. Помимо «Никоновской» батареи и 45-го флотского экипажа, правда не с первых дней обороны, Андрей Иванович командовал ещё одной (по другим источником двумя) артиллерийскими батареями. За одиннадцать месяцев осады потери батарей, подчинённых А. И. Никонову составили 2000 человек, что в два раза превышало общую численность самих этих подразделений. Как позже в своих воспоминаниях писал его сын С. Д. Никонов:

«…Когда его спрашивали, почему он не хотел воспользоваться хоть кратковременным отдыхом, он отвечал, что чувствовал, как трудно будет потом снова возвращаться в пекло на свою батарею, поэтому он предпочитал вовсе не уходить с неё. На вопрос, боялся ли он, испытывал ли чувство страха, он всегда откровенно признавался, что боялся, особенно вначале, а потом „обтерпелся“».— 
За «выказанную» доблесть при обороне Севастополя А. И. Никонов был награждён золотой саблей с надписью «За храбрость», орденами Св. Георгия 4-й степени, Св. Анны 2-й степени с мечами и Св. Владимира 3-й степени с мечами. 6 декабря 1854 года ему было присвоено звание капитана 1 ранга.
Все дни обороны Севастополя рядом с Андреем Ивановичем на 3-м бастионе сражался брат его жены, лейтенант Михаил Николаевич Кумани. Защитником Севастополя был и родной брат А. И. Никонова — капитан-лейтенант Пётр Иванович Никонов.

## Дальнейшая служба
После поражения в Крымской войне и подписания в 1856 году Парижского мирного договора России запрещалось иметь военный флот на Чёрном море. В создавшихся условиях А. И. Никонов получил назначение на Каспийское море с переводом в распоряжение 46-го флотского экипажа. Кампании 1859—1860 годов он провёл в плавании по Каспию, занимаясь перевозкой войск с Кавказа в Петровск-порт и Астрахань. С мая по август 1860 года А. И. Никонов исполнял делами начальника Бакинской морской станции. 26 января 1863 года, с назначением его командиром карантинного порта Одессы Андрей Иванович вернулся на Чёрное море. Здесь, в Одессе 1 января следующего года он был произведён в контр-адмиралы, а ещё через год вновь оказался в Севастополе на должности командира Севастопольского порта.
В октябре 1868 года как имевший начальное юридическое образование, полученное в пансионе при Московском университете, А. И. Никонов был назначен председателем Военно-морского суда в Николаеве, куда после поражения в Крымской войне был переведён Штаб Черноморского флота и подчинённые ему службы. Он начал с реорганизации судопроизводства, избавившись от всех прежних обер-аудиторов, изменив процедуру рассмотрения дисциплинарных и уголовных дел. С декабря 1868 года на судебных заседаниях, кроме обвиняемого, обязал присутствовать представителей командного состава экипажа, ввёл элементы состязательности в судебном процессе. В 1902 году историк флота С. Ф. Огородников писал:
Контр-адмирал Никонов прибыл в присутствие Николаевского военно-морского суда в 1868 году и сразу избавился от всех прежних обер-аудиторов. Он отправил их в Кронштадтское судебное ведомство… Морские прокуроры до такой степени запустили дела, что жалобы нижних чинов не рассматривались ими со времени Восточной войны. Юридическая безнаказанность офицеров на кораблях Черноморского флота порождала новое крепостное право, когда простой матрос мог быть безвинно убит, продан в работы или оставлен годами без жалованья…

Новый председатель Николаевского военно-морского суда контр-адмирал Никонов постановил произвести улучшения дел своего судебного присутствия в соответствии с велением времени…
С 1870 года в практике Военно-морского суда Николаева впервые стали выноситься оправдательные приговоры нижним чинам, что стало прецедентом для всех военно-морских судов России. Так, на заседании Николаевского суда были оправданы три баталера с брига «Аполлон», которые «опоздали с доставкой на берег» парадного мундира командира корабля и его личной библиотеки.
По мнению историка С. И. Гаврилова за годы председательства в Николаевском военно-морском суде контр-адмирал Никонов максимально сблизил военное судопроизводство с либеральным гражданским процессом. В частности, по его представлению Сенатом были отменены статьи Петровского артикула о телесных наказаниях. С. И. Гаврилов подсчитал, что за восемь лет (1868—1876) в Николаевском военно-морском суде было оправдано 123 нижних чина, осуждено на различные сроки заключения 490 человек и вынесено 4 смертных приговора. За тот же период в Кронштадтском военно-морском суде было всего одно оправдание, приговорено к заключению 800 матросов. Смертную же казнь Кронштадтский суд применил 430 раз (см. раздел Галерея : программа Сергея Гаврилова «Міські прогулянки» от 9.08.2015).

«…гуманизация судопроизводства в Николаевском военно-морском суде способствовала улучшению боеспособности флота и оздоровлению нравственного климата в экипажах военных кораблей. Офицеры перестали быть помещиками и превратились в командиров. Матросы постепенно обретали человеческое достоинство и осознавали свой высокий долг защитника Отечества».— 
8 апреля 1873 года А. И. Никонов был произведён в вице-адмиралы и ещё через три года вернулся в Севастополь. Произошло это 1 марта 1876 года, когда Высочайшим повелением он был назначен Градоначальником Севастополя, а с 1 ноября того же года и командующим приморской обороной города с подчинением ему береговых батарей, минных заграждений, судов и войск.

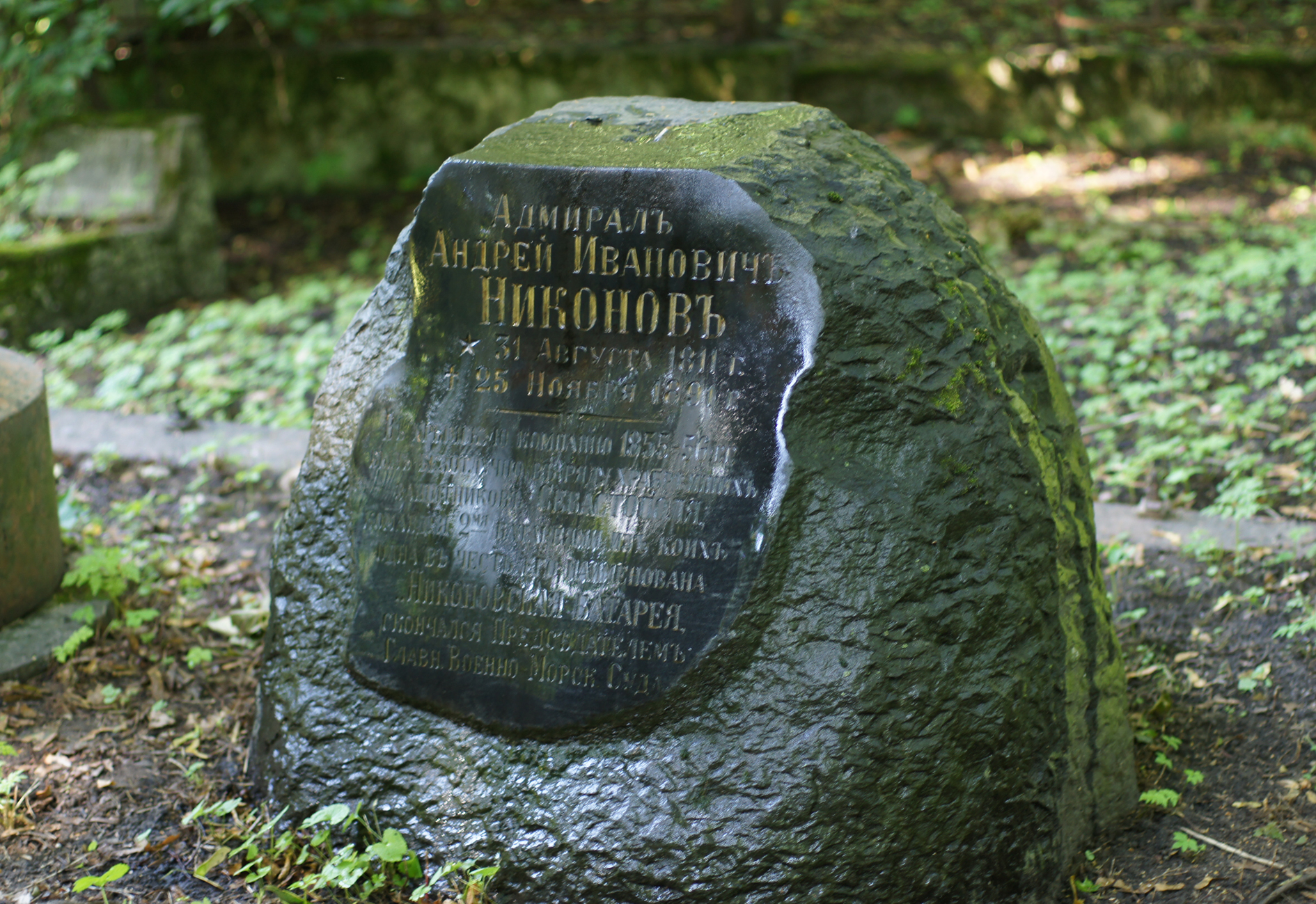
Надгробье адмирала А. И. Никонова на Новодевичьем кладбище в Петербурге. Его должен венчать каменный крест, который утрачен.

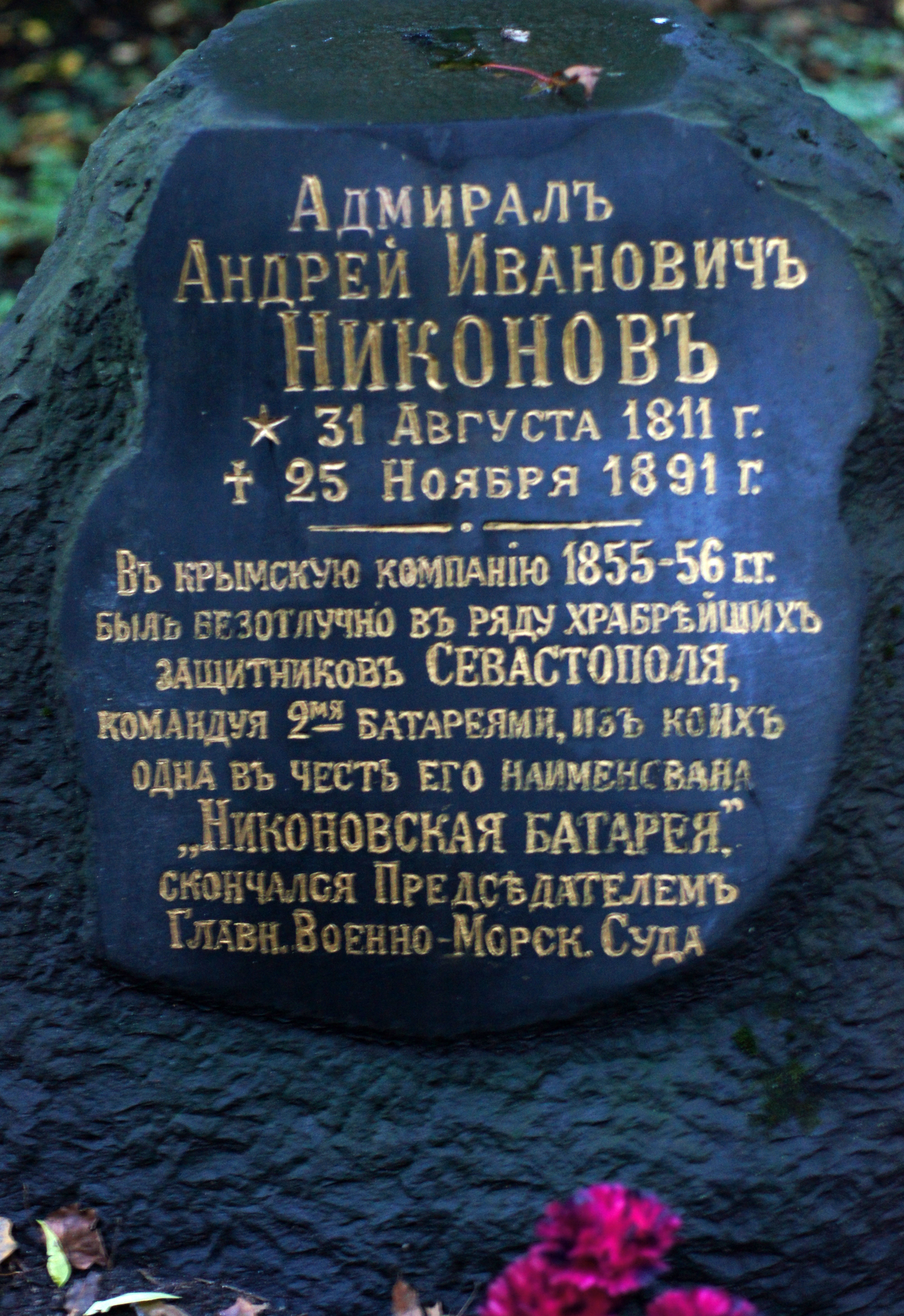
Эпитафия (указана ошибочная дата рождения)

Более чем шестилетнее нахождение А. И. Никонова в этих должностях совпало с периодом воссоздания Черноморского флота. В 1871 году после поражения Франции во Франко-прусской войне Россия в одностороннем порядке посчитала себя свободной от условий позорного Парижского мирного договора 1856 года. Окончательную точку в этом вопросе поставила Русско-турецкая война (1877—1878), в которой А. И. Никонов, хотя и не принял прямого участия, сделал очень многое для победы России в этой кампании. Что касается восстановления Черноморского флота, Севастополя и его портов, то роль Андрея Ивановича здесь трудно переоценить.
Через год после достижения семидесятилетнего возраста, 30 августа 1882 года А. И. Никонов оставил должность Градоначальника Севастополя. Но это не было уходом на заслуженный отдых. Андрей Иванович был переведён в Петербург членом главного морского суда Российской империи (по утверждению старшего сына, Андрей Иванович сам обратился к императору с просьбой о переводе в Петербург, чтобы быть поближе к сыновьям). Ещё через восемь с половиной лет, 21 апреля 1891 года он был удостоен звания полного адмирала и в связи с отставкой с этой должности адмирала С. И. Зелёного получил назначение председателем Главного военно-морского суда. Больной 80-летний старик, он не мог не подчиниться императорской воле. А. И. Никонов успел вступить в должность, но вскоре, 25 ноября того же года умер во время судебного процесса. Адмирал Андрей Иванович Никонов был погребён в Санкт-Петербурге на Новодевичьем кладбище (13 участок).
В 2011 году известный российский юрист Борис Костюковский в своей речи на торжественном заседании, посвящённом 200-летию памяти Андрея Ивановича Никонова, справедливо отметил: 

«…Ни до, ни после Никонова никто не занимался с такой энергией облегчением участи российских моряков на флоте. Наше отечество ему обязано тем, что морская служба перестала быть каторгой для людей и превратилась в достойное нравственное дело…».— 

## Семья
жена: София Николаевна ур. Кумани (24.07.1830 — 14.11.1889, СПб) — дочь генерала флота Николая Михайловича Кумани, сестра контр-адмирала Михаила Николаевича Кумани;
- дочь: Мария Андреевна Шишмарёва (2.12.1852, Севастополь — 21.07.1939, Москва) — литературная переводчица, известная, в частности, своими переводами произведений Чарльза Диккенса, жена подполковника артиллерии Михаила Дмитриевича Шишмарёва (1849—1920)[26];
  - внук: Михаил Михайлович Шишмарёв (1883, Двинск — 1962, Москва) — авиаконструктор, генерал-майор авиации;
    - правнучка: Елизавета Михайловна Шишмарёва (1904—1996) — литературный переводчик, жена авиаконструктора Леонида Львовича Кербера (1903—1993);
    - правнук: Борис Михайлович Шишмарёв (7.01.1910, Париж — 9.10.41, село Обрыв, близ Новоазовска) — военинженер 2-го ранга, погиб на фронте;
    - правнук: Андрей Михайлович Шишмарёв (12.07.1911, Льеж — 16.12.1981, Москва) — инженер-полковник;
      - праправнук — Шишмарёв, Илья Андреевич (1937—2012) — проф. МГУ.
- дочь: Ольга Андреевна Карабчевская (28.10.1856, Севастополь — 25.01.1902, СПб) — жена известного петербургского адвоката, присутственного поверенного и присутственного стряпчего, члена совета Петербургского учётного и ссудного банка Николая Платоновича Карабчевского (1851—1925)[27][28];
- дочь: Екатерина Андреевна Шверина (16.11.1858, Севастополь — 1916, Петроград) — жена генерал-майора артиллерии, герой русско-японской войны Константина Константиновича Шверина (1849—1906);
- дочь: Анна Андреевна Никитенко (17.02.1861, Севастополь — 1934, Херцег-Нови (Черногория)) — жена полковника артиллерии Николая Кондратьевич Никитенко (1855—1928)[29][30];
  - внук: Борис Николаевич Никитенко (20.08.1885, Севастополь — 21.08.1907, Лисий Нос, СПб)[31] — один из руководителя террористической группы партии социалистов-революционеров, казнённый за подготовку покушения на императора Николая II;
  - внук: Глеб Николаевич Никитенко (1891, Севастополь — 28.04.1984, Канны)[32] — Выпускник Морского кадетского корпус 1910 года. Участник Первой мировой войны в составе Балтийского флота; Георгиевский кавалер (ВП по Морскому ведомству от 09.01.1917 № 26)[33]. В Добровольческой армии и ВСЮР до эвакуации из Крыма: с апреля 1919 года командир Морского офицерского отряда; капитан 2-го ранга (28.03.1920). На 25.03.1921 находился в составе русской эскадры в Бизерте — командир ледокола «Джигит», с апреля 1921 года в штабе эскадры, в июне — на крейсере «Генерал Корнилов», с октября 1921 года — флагманский штурман. В эмиграции с апреля 1922 года в Рабате (Марокко), 1933—1935 на Мадагаскаре (Таматава). Женат. Соч. : статьи в «Морском журнале»;
- сын: Сергей Андреевич Никонов (26.02.1864, Одесса — 09.01.1942, Ленинград)[34] — член партии «Народная воля» c 1885 года, сподвижник Александра Ульянова, один из участников подготовки покушения на императора Александра III;
- сын: Алексей Андреевич Никонов (23.01.1866, Севастополь — 29.11.1924, Москва) — присяжный поверенный, революционный и земский деятель в Саратове, масон[35].

брат: Пётр Иванович Никонов — контр-адмирал;
брат: Николай Иванович Никонов — контр-адмирал;
брат: Дмитрий Иванович Никонов — офицер Корпуса инженеров морской строительной части.
- племянница: Мария Дмитриевна Соколова (ур. Никонова) (1866, Николаев — после 1928, Ленинград) — слушательница высших женских курсов, член партии «Народная воля». Была арестована 9 апреля 1884 года. По высочайшему повелению от 22 января 1886 года после непродолжительного тюремного заключения была подчинена гласному надзору полиции на 3 года в Николаеве, по месту службы отца[36]. После революции — сотрудница аппарата ЦИК СССР.

## Связи с революционерами

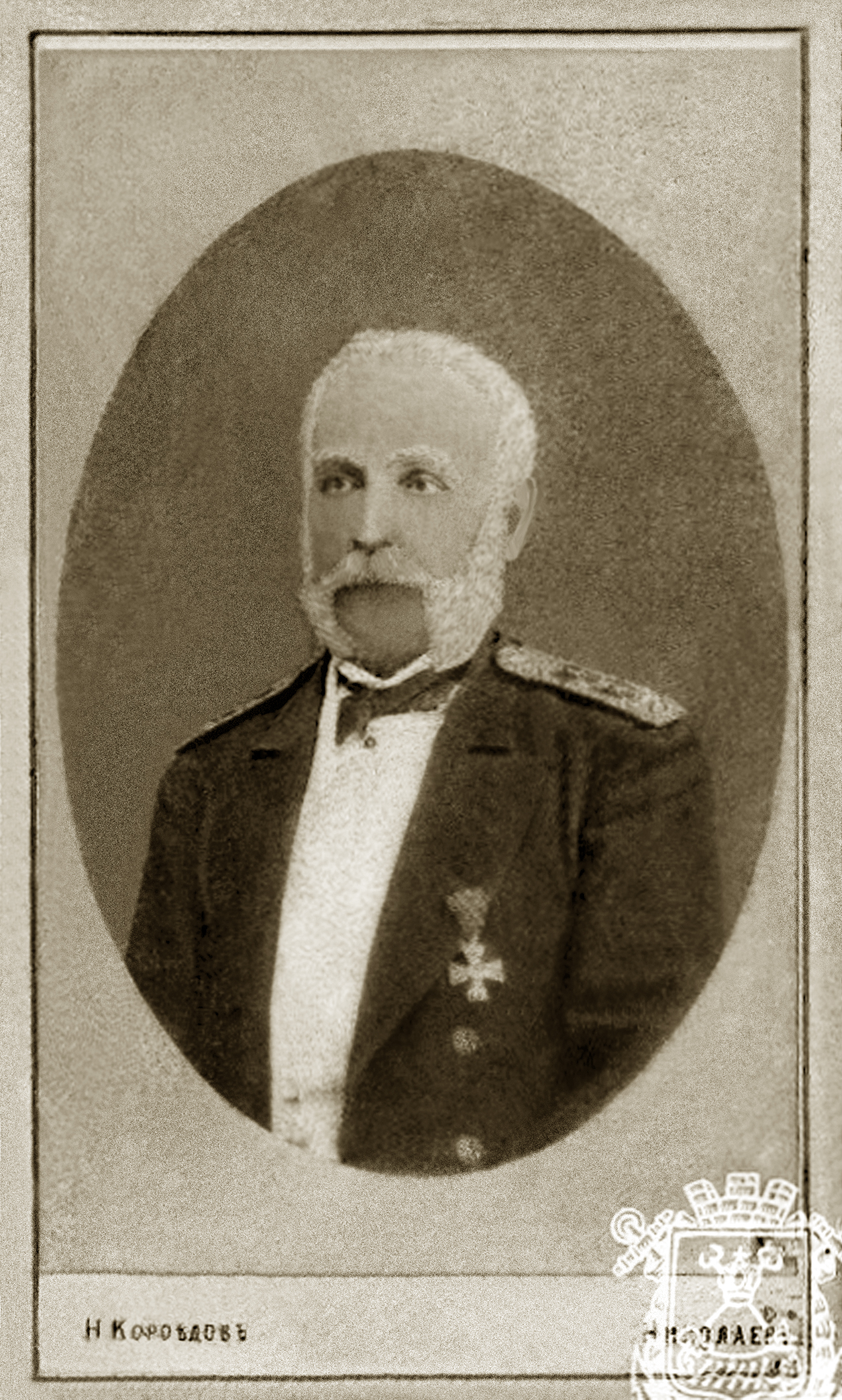
Адмирал А. И. Никонов во время службы в Николаеве

Законопослушный и верноподданный адмирал, геройский защитник Севастополя, не обделённый вниманием самодержца, А. И. Никонов у себя дома был буквально окружён революционерами разного толка.
- Его старшая дочь Мария Андреевна, вышла замуж за артиллерийского офицера Михаила Дмитриевича Шишмарёва и вместе с ним вскоре сблизилась с известным публицистом-народником А. Н. Энгельгардтом. Чета Шишмарёвых добровольно поселилась в имении Батищево, где А. Н. Энгельгардт находился в ссылке, и принимала участие в его утопических аграрных проектах. Их сын Михаил Михайлович Шишмарёв (внук адмирала) пошёл ещё дальше. Уже, правда, после смерти деда, он вместе с женой примкнул к партии социалистов-революционеров и в составе группы Бориса Савинкова участвовал в попытке покушения на адмирала Г. П. Чухнина. Вслед за этим Шишмарёвы занимались организацией несостоявшегося покушения на Николая II и великого князя Николая Николаевича. Оба они были арестованы, приговорены к каторжным работам, но бежали и жили в эмиграции.
- Ещё больше отличился сын адмирала Никонова — Сергей Андреевич[34]. Студент математического факультета Петербургского университета, затем Медико-хирургической академии, он в 1885 году примкнул к народовольцам. Вместе с Александром Ульяновым участвовал в подготовке покушения на императора Александра III 1 марта 1887 года, но был арестован за месяц до этой даты. Он избежал смертной казни и был сослан. С 1902 года в составе Севастопольского комитета партии социалистов-революционеров. Трижды ссылался, 5 лет жил в эмиграции, где в Париже окончил медицинский факультет. Возвратился в Россию в 1917 году. Работал врачом-хирургом городской больницы в Севастополе, затем был комиссар Временного правительства А. Ф. Керенского, а с 1918 года — министр Крымского краевого правительства. В советское время неоднократно арестовывался, отказался публично отречься от своих убеждений. В 1925 году был выслан из Крыма, работал врачом в Сергиевом Посаде. В 1930 году вернулся в Севастополь, затем переехал в Ленинград. Член Общества политкаторжан и ссыльнопоселенцев, автор воспоминаний об Александре Ульянове. Умер в январе 1942 г. в блокадном Ленинграде. Похоронен на Серафимовском кладбище.
- Пожалуй, самой трагичной оказалась судьба другого внука адмирала, сына младшей дочери Анны Андреевны. Звали его Борис Николаевич Никитенко. Лейтенант флота, он после того, как оказался свидетелем подавления восстания на крейсере «Очаков», вышел в отставку и примкнул к партии социалистов-революционеров. Так же, как и двоюродный брат М. М. Шишмарёв, он оказался боевиком в группе Бориса Савинкова. В годы эмиграции Савинкова руководил боевой группой при ЦК партии социалистов-революционеров. Стал одним из основных вдохновителей готовившегося покушения на императора Николая II и великого князя Николая Николаевича. После предательства Е. Ф. Азефа, 31 марта 1907 года был арестован. В числе троих (Б. Н. Никитенко, Б. С. Синявский и В. А. Наумов) Борис Николаевич был приговорён к смертной казни и повешен 21 августа 1907 года в пос. Лисий Нос в предместье Петербурга[31].

Семейная близость к революционерам никак не сказалась на отношении властей, да и самого императора к адмиралу Никонову. Его продвижение по службе шло своим чередом. Более того, именно в те годы, когда сын Сергей был осуждён за покушение на Александра III и находился в ссылке, сам адмирал был членом Главный военно-морского суда Российской империи.

## Награды
- Орден Святого Станислава 4-й степени (1836)
- Орден Святой Анны 3-й степени с мечами и бантом (1838)
- Орден Святого Владимира 4-й степени (1842)
- Золотое оружие «За храбрость» (1854)
- Орден Святого Георгия 4-й степени (26.11.1854; «за 18 морских кампаний»[37])
- Орден Святой Анны 2-й степени с Императорской короной и мечами (1854)
- Орден Святого Владимира 3-й степени с мечами (1854)
- Орден Святого Станислава 1-й степени (1867)
- Орден Святой Анны 1-й степени с мечами (1870)
- Орден Белого орла (1877)
- Орден Святого Владимира 2-й степени (1877)
- Орден Святого Александра Невского (1883) бриллиантовые знаки к ордену (1889)

- Турецкая золотая медаль на красной ленте в память пребывания в Босфоре в 1833 году вспомогательного отряда Российского флота (1834)[9]
- Серебряная медаль на Георгиевской ленте «За защиту Севастополя» (1855)
- Светло-бронзовая медаль «В память войны 1853—1856» (1856)
- Серебряный крест «За службу на Кавказе» (1864)
- Светло-бронзовая медаль «В память русско-турецкой войны 1877—1878» (1878)

## Память
- До 1910 года одна из улиц Севастополя в Нахимовском районе, в том самом месте, где в 1854—1855 годах располагалась «Никоновская» батарея, называлась ул. Никонова. 3 января 1921 года она была переименована в ул. Девятого января. Это название улицы сохраняется по настоящее время[38].
- Памятному комплексу, посвящённому воинам 3-го бастиона Севастополя, принадлежит табличка, установленная в 1979 году на подпорной стене с юго-западной стороны бастиона. В ней перечисляются находившиеся здесь батареи[39]:Дальше оборонительная линия шла в южном направлении к обрыву Лабораторной балки, и там находились: батарея Попандопуло, батарея Зубова, батарея Швейковского, батарея Никонова, батарея Волынского, батарея Артюхова, батарея Яновского, батарея Десятова, Московский пехотный полк, Селенгинский полк, Якутский пехотный полк, 45-й флотский экипаж, корабль «Варна», фрегат «Мидия».
- Могила адмирала А. Н. Никонова на Новодевичьем кладбище Санкт-Петербурга отнесена к объектам культурного наследия федерального значения[40].
- В октябре 2016 года в Севастополе в рамках 5-го парашютного фестиваля разыгрывался Кубок памяти адмирала Андрея Никонова[41].

## Галерея
Андрей Иванович Никонов Архивная копия от 5 февраля 2017 на Wayback Machine в программе Сергея Гаврилова «Міські прогулянки» от 9.08.2015. (Николаев)